# Diego Cascón Sandoval
Diego Cascón Sandoval (León, España, 7 de junio de 1984) es un futbolista español que juega de delantero. Se formó en las categorías inferiores de la Cultural y Deportiva Leonesa.

## Biografía
Comenzó en el mundo del fútbol en el Loyola (el equipo del colegio donde estudió en su ciudad natal, León: los Jesuitas), hasta cadetes de primer año. En alevín, el Barcelona se interesó por él; pero hubo problemas con él y con otro chico de Salamanca, debido a que echaron a Serra Ferrer cuando contrataron a Van Gaal y eliminaron los fichajes de fuera para edades tan tempranas en el fútbol base.
Posteriormente, en cadetes de segundo año fichó por la Cultural; en la que fue ascendiendo a juveniles y filial hasta llegar al primer equipo de Segunda División "B", en el cual permaneció hasta 2007. En juveniles estuvo un año parado debido a una lesión de ligamentos en la rodilla y por algunos temas relacionados con el crecimiento.
En septiembre de 2007 fichó por el C.F. Badalona, club el que permaneció un año en Segunda "B" para fichar por el Club Polideportivo Ejido.
En la temporada 2008-2009 logra su primera hazaña copera con el C.P. Ejido: golearon al Villarreal CF de Pelegrini por 5 - 0 en la ida de los dieciseisavos de final de la Copa del Rey y empataron en El Madrigal. Fueron eliminados en octavos de final por el RCD Espanyol de Primera División, al que vencieron en partido de ida por 3-2, mientras que en el partido de vuelta cayeron derrotados por un polémico 1-0. En 31 partidos con la camiseta del Poli Ejido marcó 11 goles.
En la 2008-09 juega en el A.D. Alcorcón, club con el que además de ascender a Segunda División, logra su segunda noche mágica copera siendo uno de los mejores jugadores de la noche en que ganaron al Real Madrid por un abultado resultado de 4-0. El resultado ocupó las portadas de todos los periódicos deportivos y generalistas. El traspiés del Madrid frente al Alcorcón fue bautizado como "Alcorconazo" y el interés mediático por el club aumentó de forma notoria. En el partido de vuelta en el Santiago Bernabéu el Real Madrid solo pudo vencer por 1-0, por lo que el AD Alcorcón eliminó al equipo madrileño. Ya en octavos de final, el Alcorcón fue eliminado por el Racing de Santander. A pesar de su buena temporada y ser uno de los jugadores preferidos de la afición por su lucha y entrega, no continuó en el Alcorcón para jugar en segunda división, ya que es traspasado a la S.D. Eibar. En 41 partidos con la camiseta amarilla marcó 9 goles y repartió varias asistencias.
En el Eibar juega la temporada 2009-10 en Segunda División "B", jugando 25 partidos y marcando 4 goles. A finalizar la temporada es vendido al Real Jaén.
En el Real Jaén juega durante casi tres temporadas, siendo el capitán del equipo durante las dos últimas. Fue el delantero referente del equipo durante las dos primera temporadas donde alcanzaron los playoffs de ascenso a Segunda División, ascenso que consiguieron durante la segunda temporada (2012-13). El 23 de enero de 2014, tras comunicarle la dirección deportiva que no contaban más con él, el capitán del Real Jaén , entre lágrimas, anuncia su despedida y renuncia a la indemnización por el resto de contrato que le quedaba por cumplir, cobrando solo hasta el último día trabajado. El mismo día que anunció su marcha de la ciudad y del equipo, arropado por todos sus compañeros, comunica que ha fichado por el líder de la liga de Hong Kong en aquel momento (Kitchee SC). Jugó 89 partidos con el Real Jaén, marcando 20 goles y dando multitud de pases de gol.
En el Kitchee SC acaba la temporada 2013-14 convirtiéndose en un jugador habitual y aportando goles que ayudó al equipo a proclamarse campeón de liga de la primera división de fútbol de Hong Kong y subcampeón de la Copa FA.
Finalizando el mes de julio del año 2014, el jugador que también tenía una oferta por parte del Cartagena F.C (España), tomó rumbo hacia Colombia a ser fichado por el equipo de segunda división América de Cali. El jugador presentó exámenes médicos e inmediato se incorporó a los entrenamientos de los "Diablos rojos" de la ciudad colombiana.

## Clubes
| Club                | País      | Año       | Part | Goles |
| ------------------- | --------- | --------- | ---- | ----- |
| Cultural Leonesa    | España    | 2006-2007 | 35   | 11    |
| CF Badalona         | España    | 2007-2008 | 34   | 0     |
| Polideportivo Ejido | España    | 2008-2009 | 31   | 41    |
| AD Alcorcón         | España    | 2009-2010 | 41   | 9     |
| SD Eibar            | España    | 2010-2011 | 25   | 4     |
| Real Jaén CF        | España    | 2011-2014 | 89   | 20    |
| Kitchee SC          | Hong Kong | 2014      | 9    | 5     |
| CD América de Cali  | Colombia  | 2014-2015 | 17   | 0     |
| UD Melilla          | España    | 2015-2017 | 40   | 10    |
| AD Mérida           | España    | 2017      | 16   | 2     |
| UD Ibiza            | España    | 2017-2018 |      |       |

## Campeonatos nacionales
| Título                         | Club        | País      | Año     |
| ------------------------------ | ----------- | --------- | ------- |
| Segunda División "B" de España | AD Alcorcón | España    | 2009-10 |
| Segunda División "B" de España | SD Eibar    | España    | 2010-11 |
| Segunda División "B" de España | Real Jaén   | España    | 2012-13 |
| Primera División de Hong Kong  | Kitchee SC  | Hong Kong | 2013-14 |